# Jaimi Faulkner

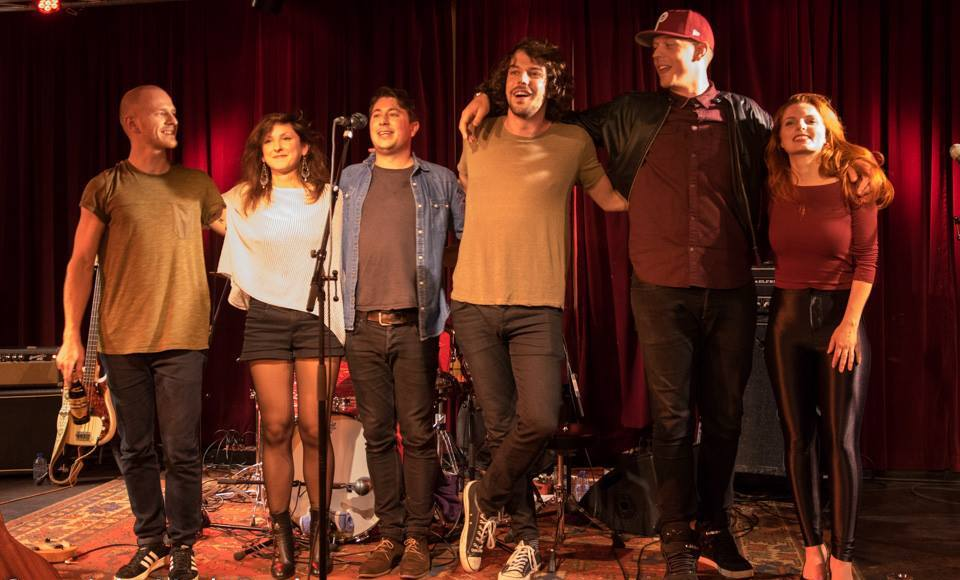
Jaimi Faulkner Band

Jaimi Faulkner (* 3. Juli 1982 in Melbourne, Australien) ist ein in Düsseldorf lebender Sänger, Musiker, Songwriter und Produzent. Er ist ein Vertreter der Blues-, Soul-, Folk-, Rock- und Popmusik.

## Die frühen Jahre in Australien
Sein Debütalbum nannte er „Last Light“ (2004). In der Folgezeit widmete sich Jaimi Faulkner der Live-Performance und tourte ausgiebig als Solokünstler oder auch mit seiner Band durch Australien, sowie auch im Vorprogramm von Acts wie Chris Whitley, Chris Isaak und Paul Young. Außerdem vertrat er Australien bei der International Blues Challenge in Memphis (Tennessee). Zu dieser Zeit führten ihn seine Reisen erstmals auch nach Europa. Sein nächstes Album „Kiss and Ride“ erschien 2009. Das bislang einzige Live-Album „All I Can“ entstand 2010 in einem Studio in Solingen. Die Tourneen in Deutschland und den Niederlanden liefen erfolgreich und er entschied sich schließlich 2010 nach Berlin umzuziehen.

## Europa
In Berlin und Amsterdam entstand Faulkners erstes europäisches Album „Turn Me Around“ (2012): Bei den Aufnahmen arbeitete er mit Bläser- und Streicherarrangements. Ein deutliches Zeichen der Veränderung bezeugte sein Duett mit der niederländischen Künstlerin Jerusa van Lith: „When I Lean In“; außerdem traf er auf den Keyboarder Leon den Engelsen, der bereits bei einigen Songs auf diesem Album mitwirkte.
Faulkner tourte meist solo durch Europa, auch als Support von Künstlern wie Crosby, Stills & Nash, Vonda Shepard, Tom Odell, Tony Joe White, Mobilée oder Nick Howard.
Aus seiner Wohngemeinschaft ergänzte Leon den Engelsen dann Judith Renkema (Bass) und Luuk Adams (Schlagzeug) zur Band: Die europäische Jaimi Faulkner Band war geboren und immer häufiger trat Faulkner nun mit seiner neuen Band auf. Eine ins Englische übersetzte Coverversion des Hits „Einmal um die Welt“ (Cro) im Western- und Country-Style rief den bekannten deutschen Produzenten Ralf Mayer auf den Plan – in Málaga nahm er gemeinsam mit der Band die Songs für das Album „Up All Night“ (2015) auf und produzierte es: Ein poppiges Werk mit vielen Beats. Dies gefiel dem „Handwerker“ Jaimi Faulkner nicht immer, was zu Spannungen und später auch zu einer Rückbesinnung führte. Zusammen mit Sarah Bettens sang Jaimi ein gefühlvolles Duett: „Lost Love“.
Im Jahr 2015 veröffentlichte Jaimi Faulkner eine Solo-DVD mit Backstage-Eindrücken.
Nachdem im März 2017 die Single „Early Morning Coffee Cup“ erschienen war, zog Jaimi mit seiner Band für kurze Zeit in ein altes Fachwerkhaus in Norddeutschland. Dort kreierten sie „Back Road“ (2017). Seine Texte werden zunehmend politischer. Über ein Crowdfunding wurden die beiden letzten Studioalben finanziert.
Am 6. Januar 2018 gab es vorläufig bei einem kleinen Festival in Essen einen letzten gemeinsamen Auftritt. In der Ausgabe 1/2018 veröffentlichte das Magazin „Guitar Acoustic“ einen Promi-Workshop mit dem Künstler. Jaimi Faulkner tourte seit 2018 als Solist durch die Welt.
Das 2022 veröffentlichte Album „Allen Keys & Broken Bits“ spiegelt einerseits die Emotionen des Künstlers, befasst sich aber auch mit globalen Krisen. Die Klimakrise mit der Kritik am politischen und gesellschaftlichen Handeln offenbart sich im Song „Wildfire“. Aufgenommen wurde das Album mit seiner vormaligen Band, mit der er wieder einzelne Konzerte spielt.

## Diskografie
- Last Light (2004 / Album) – Valve Records
- Back To You (2006 / EP) – Mumble Records
- Kiss & Ride (2009 / Album) – Mumble Records
- All I Can (2010 / Album) – Valve Records
- Turn Me Around (2013 / Album) – V2 Records
- Up All Night (2015 / Album) – Marx Capital Records
- Live At The Beusichem Theatre (2015 / DVD)
- Early Morning Coffee Cups (2017 / Single) – Make My Day Records
- Back Road (2017 / Album) – Make My Day Records
- Allen Keys & Broken Bits (2022 / Album) – Make My Day Records